# Iniidae
Iniidae (Gray, 1846) è una famiglia di delfini fluviali che contiene un solo genere vivente (Inia) e sei generi estinti (Goniodelphis, Ischyrorhynchus, Isthminia, Kwanzacetus, Meherrinia, Saurocetes), provenienti dalle acque di bacini fluviali del Sudamerica. Gli Iniidae sono morfologicamente diversi dai delfini marini, essendosi adattati ad un habitat d'acqua dolce.